# CAPSL
CAPSL (англ. Calcyphosine like) – білок, який кодується однойменним геном, розташованим у людей на 5-й хромосомі. Довжина поліпептидного ланцюга білка становить 208 амінокислот, а молекулярна маса — 24 229.
| 10         |  | 20         |  | 30         |  | 40         |  | 50         |
| ---------- |  | ---------- |  | ---------- |  | ---------- |  | ---------- |
| MAGTARHDRE |  | MAIQAKKKLT |  | TATDPIERLR |  | LQCLARGSAG |  | IKGLGRVFRI |
| MDDDNNRTLD |  | FKEFMKGLND |  | YAVVMEKEEV |  | EELFRRFDKD |  | GNGTIDFNEF |
| LLTLRPPMSR |  | ARKEVIMQAF |  | RKLDKTGDGV |  | ITIEDLREVY |  | NAKHHPKYQN |
| GEWSEEQVFR |  | KFLDNFDSPY |  | DKDGLVTPEE |  | FMNYYAGVSA |  | SIDTDVYFII |
| MMRTAWKL   |  |            |  |            |  |            |  |            |

A: Аланін

C: Цистеїн

D: Аспарагінова кислота

E: Глутамінова кислота

F: Фенілаланін

G: Гліцин

H: Гістидин

I: Ізолейцин

K: Лізин

L: Лейцин

M: Метіонін

N: Аспарагін

P: Пролін

Q: Глутамін

R: Аргінін

S: Серин

T: Треонін

V: Валін

W: Триптофан

Білок має сайт для зв'язування з іонами металів, іоном кальцію. 
Локалізований у цитоплазмі.